# Корн, Николай Павлович
Никола́й Па́влович Корн (настоящая фамилия — Зигерн-Корн; 1 (14) января 1907, Стерлитамак, — 4 апреля 1971, Ленинград) — русский и советский актёр театра и кино. Народный артист РСФСР (1961). Лауреат Сталинской премии третьей степени (1951).

## Биография
Николай Корн родился в Стерлитамаке (ныне Башкортостан) в дворянской семье. В 1927 году окончил Одесский музыкально-драматический институт. В 1928—1934 годах был актёром театра «Красный факел», созданного в Одессе в 1920 году и с 1932 года работавшего в Новосибирске. В 1935 году был принят в труппу Ленинградского Большого драматического театра имени Горького.
После начала Великой Отечественной войны Николай Корн остался в Ленинграде, входил в труппу театра народного ополчения Агитвзвода Ленинградского фронта. После прорыва кольца блокады, 11 февраля 1943 года, и возвращения в Ленинград Большого драматического театра вместе с его труппой продолжал обслуживание войск Ленинградского фронта и госпиталей.
В Большом драматическом Николай Корн служил до конца жизни; в 1952—1953 годах был его директором.
Умер 4 апреля 1971 года. Похоронен в Ленинграде на Богословском кладбище.

## Творчество

### Театральные работы
Большой драматический театр имени Горького
- 1936 — «Слава» B. М. Гусева; режиссёр: С. А. Морщихин — Николай Маяк
- 1937 — «Мещане» М. Горького; режиссёр: А. Д. Дикий — Нил
- 1938 — «Кубанцы» Виктора Ротко; режиссёр: Б. А. Бабочкин — Остап
- 1943 — «Давным-давно» А. К. Гладкова; режиссёр: П. К. Вейсбрём — М. И. Кутузов
- 1944 — «На дне» М. Горького; режиссёр: Л. С. Рудник — Клещ
- 1945 — «Сотворение мира» Н. Ф. Погодина; режиссёр: И. С. Зонне — Колоколов
- 1947 — «Закон зимовки» Б. Л. Горбатова; режиссёр: В. П. Кожич — Кучумов
- 1948 — «Враги» М. Горького; режиссёр: Н. С. Рашевская — Яков Бардин
- 1950 — «Флаг Адмирала» А. П. Штейна; режиссёр: А. В. Соколов — Ф. Ф. Ушаков
- 1950 — «Разлом» Б. А. Лавренёва; режиссёры: А. В. Соколов и И. С. Зонне — Леопольд Фёдорович Штубе
- 1951 — «Снегурочка» А. Н. Островского; режиссёр: И. С. Ефремов — бобыль Вакула
- 1952 — «Достигаев и другие» М. Горького; режиссёр: Н. С. Рашевская — Рябинин
- 1953 — «Пролог» А. П. Штейна; режиссёр: А. В. Соколов — филёр Зелёный
- 1955 — «Смерть Пазухина» М. Е. Салтыкова-Щедрина; режиссёр: Г. Г. Никулин — Фурначев
- 1955 — «Перед заходом солнца» Г. Гауптмана; режиссёр: К. П. Хохлов — Маттиас Клаузен
- 1957 — «Эзоп» Г. Фигейредо; режиссёр: Г. А. Товстоногов — Ксанф
- 1957 — «В поисках радости» В. С. Розова. Режиссёр: И. П. Владимиров — Иван Никитич Лапшин
- 1957 — «Идиот» по роману Ф. М. Достоевского; режиссёр: Г. А. Товстоногов — генерал Епанчин и Тоцкий
- 1959 — «Варвары» М. Горького; режиссёр: Г. А. Товстоногов — доктор Макаров
- 1960 — «Гибель эскадры» А. Е. Корнейчука; режиссёр: Г. А. Товстоногов — Адмирал
- 1961 — «Моя старшая сестра» А. М. Володина. Режиссёр Г. А. Товстоногов — Ухов
- 1961 — «Океан» А. П. Штейна; режиссёр: Г. А. Товстоногов — Часовников-отец
- 1961 — «Четвертый» К. М. Симонова; режиссёр: Р. С. Агамирзян — Человек, которого он давно не видел и Тедди Франк
- 1962 — «Божественная комедия» И. В. Штока; режиссёр: Г. А. Товстоногов — Создатель
- 1963 — «Карьера Артуро Уи» Б. Брехта; режиссёр: Э. Аксер — Кларк
- 1966 — «Сколько лет, сколько зим!» В. Ф. Пановой; режиссёры: Г. А. Товстоногов и Р. А. Сирота — Дедушка
- 1967 — «Традиционный сбор» В. С. Розова. Постановка Г. А. Товстоногова. Режиссёр Р. А. Сирота — Голованченко
- 1967 — «…Правду! Ничего, кроме правды!!!» Д. Н. Аля; режиссёр: Г. А. Товстоногов — Фрэнсис
- 1968 — «Счастливые дни несчастливого человека» А. Н. Арбузова; постановка Ю. Е. Аксенова — Первый в Хоре
- 1969 — «Король Генрих IV» У. Шекспира; режиссёр: Г. А. Товстоногов — архиепископ Йоркский
- 1970 — «Защитник Ульянов» М. Еремина, Л. Виноградова; постановка Ю. Е. Аксенова. Руководитель постановки — Г. А. Товстоногов — Хардин

### Работы на телевидении
- 1963 — «Рембрандт» (телеспектакль) — Людвиг Дирк
- 1965 — «Страх и отчаяние в Третьей империи» Б. Брехта; режиссёры А. Павлов и Давид Карасик (телеспектакль) — прокурор Шпитц
- 1965 — «Римские рассказы» А. Моравиа — Мелени
- 1967 — «Чудаки» М. Горького (телеспектакль); режиссёр Юрий Маляцкий — Вукол Потехин
- 1969 — «Смерть Вазир-Мухтара» по Ю. Н. Тынянову (телеспектакль); режиссёры Р. Сирота, В. Рецептер — А. П. Ермолов и Фетх-Али-Шах
- 1972 — «31-й отдел» (телеспектакль); режиссёр Юрий Аксёнов — Начальник полиции

### Фильмография
- 1927 — Путь в Дамаск — юнга
- 1944 — Жила-была девочка — отец Настеньки
- 1945 — Великий перелом — генерал-майор, начальник оперативного отдела фронта
- 1962 — 713-й просит посадку — агент спецслужб
- 1966 — Не забудь… станция Луговая — Павел Николаевич
- 1967 — Седьмой спутник — полковник
- 1968 — Всего одна жизнь (Bare et liv — historien om Fridtjof Nansen, СССР — Норвегия) — эпизод

## Награды и звания
- народный артист РСФСР (1961)
- орден Красной Звезды
- медаль «За оборону Ленинграда»
- Сталинская премия третьей степени (1951) — за исполнение роли Леопольда Фёдоровича Штубе в спектакле «Разлом»